# Alexandre Fabre

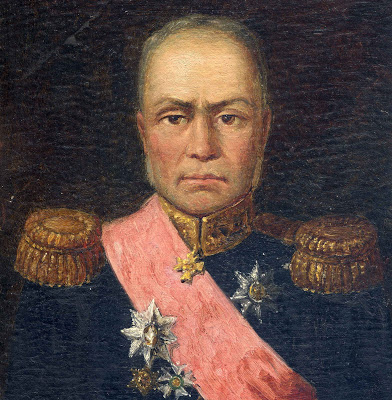
Alexandre-Jacques Fabre

Alexandre-Jacques Fabre (ros. Александр Яковлевич Фабр; ur. 16 listopada 1782 w Tourrettes, zm. 4 sierpnia 1844 tamże) – francuski inżynier w służbie rosyjskiej, wykładowca Instytutu Inżynierów Komunikacji w Petersburgu.
Był najstarszym z sześciorga dzieci lekarza i chirurga Jacques’a Fabre’a. Za przykładem swego stryja Charlesa Fabre, który się nim opiekował po śmierci ojca wybrał karierę inżynierską. Studiował dwa kursy matematyki i rysunku technicznego na paryskiej École Polytechnique, a następnie kończył z wyróżnieniem École Nationale des ponts et chaussées w 1805 roku. Po studiach pracował jako inżynier w Generalnym Inspektoriacie Dróg w Paryżu. Jednym z jego pierwszych dzieł była budowa znanej „drogi Corniche” między Niceą a Genuą we Włoszech.
W 1809 na prośbę Aleksandra I został przez Napoleona I wysłany wraz z trzema innymi inżynierami francuskimi (Pierre-Dominique Bazaine, Charlesem Michelem Potierem, Maurice Destrem) wysłany do Rosji. W lipcu 1810 roku wstąpił do służby rosyjskiej i został mianowany podpułkownikiem w Korpusie Inżynierów Komunikacji z pensją dwukrotnie wyższą niż pensja we Francji. W krótkim czasie został profesorem matematyki stosowanej w nowo powstałym Instytucie Korpusu Inżynierów Komunikacji. Od 1811 zajmował się także w urzędzie gubernatora Petersburga budową kanałów. Na początku wojny francusko-rosyjskiej w 1812 roku Fabre, podobnie jak trzech pozostałych francuskich inżynierów, został zesłany do Jarosławia, a potem do Irkucka. W 1815 roku po wojnie Fabre mógł wrócić do Petersburga, gdzie przyjął poddaństwo rosyjskie. Był członkiem petersburskiej loży masońskiej „Zjednoczeni Przyjaciele”.
Pod koniec 1815 roku został przeniesiony do IV Okręgu Komunikacyjne, gdzie realizował projekty budowy portów w Taganrogu i Mariupolu, a także regulacji rzeki Manycz. W 1818 przeprowadził operację powieszenia czterech dzwonów na dzwonnicy Iwana Wielkiego W 1820 roku awansował na generała dywizji. W 1827 został członkiem Rady ds. Rozliczeń Wojskowych Cesarskiego Sztabu Generalnego. W 1831 roku został przeniesiony do korpusu inżynieryjnego osad wojskowych. Odpowiadał za budowę tzw. Gruzińskiej Drogi Wojennej, łączącej Rosję z Tbilisi w Gruzji.
W 1833 roku został zwolniony ze służby z powodu choroby, a następnie powrócił do Francji, gdzie zbudował zamek Chateau du Puy w Tourrettes w Var, który istnieje do dziś.

## Odznaczony
- ros. Order Świętej Anny II klasy
- franc. Legia Honorowa